# Blea Water
Der Blea Water ist ein annähernd kreisrunder Gebirgssee oder Tarn im Lake District, Cumbria, England. Der See wird durch eine kleine Mauer zusätzlich künstlich aufgestaut und ist mit einer Tiefe von 63 m der tiefste aller kleinen Gebirgsseen und wird darin nur von Windermere und Wastwater übertroffen.
Der See liegt an der südöstlichen Flanke des High Street und oberhalb des Small Water genannten Sees.
Das Wasser hat nur wenige Nährstoffe und daher gibt es fast keine Pflanzen im See. Die im See vertretenen Pflanzen wie eine Art des Wassersterns (Callitriche hamulata), Europäischer Strandling und auch Armleuchteralgen (Nitella flexilis) sind typisch für derartige Wasserverhältnisse. Der See ist seit 1984 ein Site of Special Scientific Interest.
Der Blea Water Beck bildet seinen Abfluss an der Südostseite des Sees.